# Tournefortia gardneri
Tournefortia gardneri là loài thực vật có hoa trong họ Mồ hôi. Loài này được A.DC. miêu tả khoa học đầu tiên năm 1845.